# 秋鹿研一
秋鹿 研一（あいか けんいち、1942年 - ）は、日本の化学工学者・材料工学者・環境工学者。専門は、応用化学・反応工学・触媒化学・環境プロセス。 静岡県出身、工学博士

## 人物
東京工業大学理工学部化学工学科理卒業、東京工業大学大学院理工学研究科化学工学専攻博士課程修了。学位論文は「アンモニア合成の同位体効果と反応機構」。学位取得後、米国プリンストン大学研究員、米国テキサスＡ＆Ｍ大学研究員として留学し、アンモニアを合成する技術「ハーバー・ボッシュ(HB)法」に代わる方法としてルテニウムをカーボンやアルミナの表面に担持した触媒が低温低圧化に有効なことが、東工大の秋鹿研一名誉教授らによってかつて見出され近年工業化された。放送大学東京世田谷学習センターの最後の所長をされ閉所の苦労をされた。

## 略歴
- 1964年 - 東京工業大学理工学部化学工学科
- 1969年 - 東京工業大学大学院理工学研究科化学工学専攻博士課程修了（工学博士）
- 1969年 - 東京工業大学助手
- 1974年 - 米国プリンストン大学研究員
- 1975年 - 米国テキサスＡ＆Ｍ大学研究員
- 1981年 - 東京工業大学助教授
- 1992年 - 東京工業大学教授
- 1995年 - 2004年 東京工業大学大学院（総合）理工学研究科教授
- 1996年 - 2000年 東京工業大学（総合）理工学研究科教授
- 2001年 - 2004年 東京工業大学総合理工学研究科(研究院)教授
- 2005年 - 2009年 財団法人理工学振興会 専務理事
- 2007年 - 2012年 放送大学東京世田谷学習センター所長（特任教授）[3]
- 2020年 - 沼津精華学園 沼津中央高等学校理事長

### 役職など
- 放送大学東京世田谷学習センター所長（2007年～2012年）

## 著作
- 地球環境問題に挑戦する（培風館、1996年）
- 物質・材料工学と社会（放送大学教育振興会、2011年）

## 受章歴
- RITE優秀研究賞「メタンとCO2からのエチレン製造」(1991年)
- 触媒学会賞「アンモニア合成用ルテニウム触媒の研究」(1998年)
- 文部科学大臣賞研究功績者｢アンモニア合成用高性能ルテニウム触媒の研究｣(2003年)